# Myrcia retivenia
Myrcia retivenia är en myrtenväxtart som först beskrevs av Charles Wright, och fick sitt nu gällande namn av Ignatz Urban. Myrcia retivenia ingår i släktet Myrcia och familjen myrtenväxter. Inga underarter finns listade i Catalogue of Life.